# Liste der Orte in Andorra
Dies ist eine Liste der 44 Orte in Andorra.
Andorra besteht aus sieben parròqies (Sg. parròqia, wörtlich Pfarreien, tatsächlich Gemeinden).
Einige Gemeinden werden noch weiter untergliedert in „Viertel“ oder „Nachbarschaften“: Die Gemeinden Ordino, La Massana und Sant Julià de Lòria werden zum Beispiel in quarts gegliedert, während Canillo in elf veïnats untergliedert wird. Diese entsprechen vielfach Dörfern. Die Gemeinde Escaldes-Engordany besteht offiziell nur aus dem gleichnamigen Ort. Die früher separaten Orte Les Escaldes (der größere Ort) und unmittelbar nördlich davon Engordany sind zusammengewachsen, werden aber auf einigen Karten noch separat bezeichnet. 

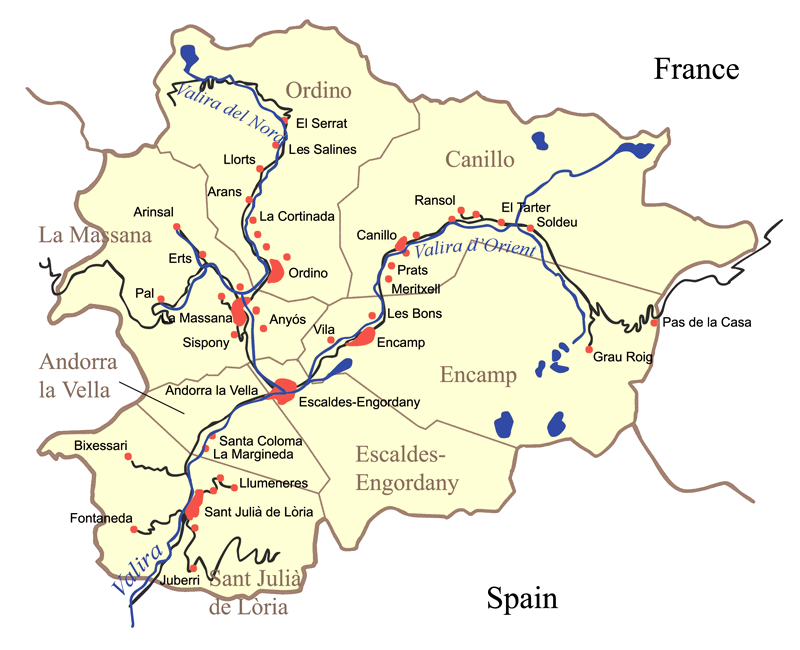
Karte von Andorra

| Gemeinde            | Dorf                          | Einwohnerzahl (2024) | Einwohnerzahl der Gemeinde (2024) |
| ------------------- | ----------------------------- | -------------------- | --------------------------------- |
| Canillo             | Canillo                       | 2.569                | 6.018                             |
| Canillo             | L’Aldosa                      | 300                  | 6.018                             |
| Canillo             | El Forn                       | 122                  | 6.018                             |
| Canillo             | Incles                        | 540                  | 6.018                             |
| Canillo             | Meritxell                     | 69                   | 6.018                             |
| Canillo             | Els Plans                     | 40                   | 6.018                             |
| Canillo             | Prats                         | 85                   | 6.018                             |
| Canillo             | Ransol                        | 284                  | 6.018                             |
| Canillo             | Soldeu                        | 871                  | 6.018                             |
| Canillo             | El Tarter                     | 1.131                | 6.018                             |
| Canillo             | El Vilar                      | 7                    | 6.018                             |
| Encamp              | Encamp                        | 8.612                | 13.200                            |
| Encamp              | Les Bons                      | 1.171                | 13.200                            |
| Encamp              | Pas de la Casa                | 2.167                | 13.200                            |
| Encamp              | Vila                          | 1.250                | 13.200                            |
| Ordino              | Ordino                        | 3.287                | 5.545                             |
| Ordino              | Ansalonga                     | 57                   | 5.545                             |
| Ordino              | Arans                         | 245                  | 5.545                             |
| Ordino              | La Cortinada                  | 983                  | 5.545                             |
| Ordino              | Llorts                        | 281                  | 5.545                             |
| Ordino              | Segudet                       | 59                   | 5.545                             |
| Ordino              | El Serrat                     | 309                  | 5.545                             |
| Ordino              | Sornàs                        | 324                  | 5.545                             |
| La Massana          | La Massana                    | 6.132                | 11.837                            |
| La Massana          | LʼAldosa                      | 742                  | 11.837                            |
| La Massana          | Anyós                         | 1.047                | 11.837                            |
| La Massana          | Arinsal                       | 2.185                | 11.837                            |
| La Massana          | Erts                          | 630                  | 11.837                            |
| La Massana          | Escàs                         | 11                   | 11.837                            |
| La Massana          | Pal                           | 246                  | 11.837                            |
| La Massana          | Sispony                       | 844                  | 11.837                            |
| Andorra la Vella    | Andorra la Vella (Hauptstadt) | 21.207               | 24.575                            |
| Andorra la Vella    | Santa Coloma                  | 3.368                | 24.575                            |
| Sant Julià de Lòria | Sant Julià de Lòria           | 8.236                | 10.127                            |
| Sant Julià de Lòria | Aixirivall                    | 1.064                | 10.127                            |
| Sant Julià de Lòria | Aixovall                      | 77                   | 10.127                            |
| Sant Julià de Lòria | Auvinyà                       | 221                  | 10.127                            |
| Sant Julià de Lòria | Bixessarri                    | 66                   | 10.127                            |
| Sant Julià de Lòria | Certés                        | 84                   | 10.127                            |
| Sant Julià de Lòria | Fontaneda                     | 125                  | 10.127                            |
| Sant Julià de Lòria | Juberri                       | 173                  | 10.127                            |
| Sant Julià de Lòria | Llumeneres                    | 11                   | 10.127                            |
| Sant Julià de Lòria | Nagol                         | 70                   | 10.127                            |
| Escaldes-Engordany  | Escaldes-Engordany            | 15.795               | 15.795                            |